# 全新牛仔褲
「全新牛仔褲」（まっさらブルージーンズ）是日本的女子偶像組合℃-ute的第1张獨立製作单曲。2006年5月14日由zetima发售。

## 概要
- 「全新牛仔褲」是℃-ute第1张獨立製作單曲。
- 此單曲開始時由有原栞菜呼喊「全新牛仔褲！」
- 此單曲有1個版本「CD ONLY」。

## 收錄内容

### CD
1. 全新牛仔褲
（作詞・作曲：淳君　編曲：高橋諭一）
2. 全新牛仔褲(Instrumental)